# 肉桂粉大挑戰

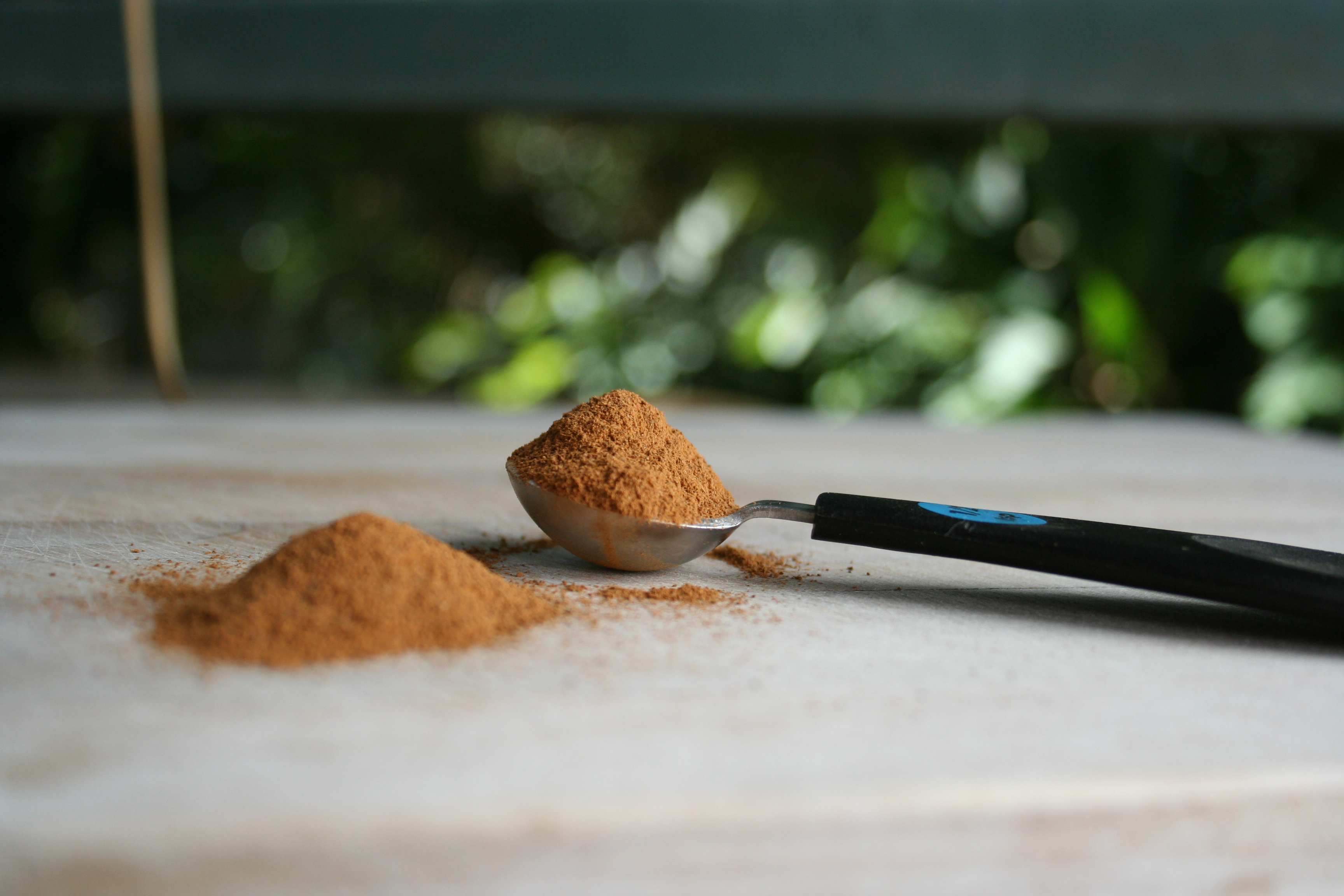
肉桂粉大挑戰用的肉桂粉與湯匙

肉桂粉大挑戰（英語：Cinnamon challenge）是一項競吃項目。挑戰的目標是在不喝水的情況下，於60秒以內吞下一大湯匙的肉桂粉，然後把挑戰影片上傳至互聯網。這項挑戰非常困難，因為肉桂粉的吸水能力很強，口腔很就會變得乾燥，使吞嚥變得困難。這項挑戰在2001年就已經存在，到2007年開始流行。到2010年，許多人就已經把他們的挑戰影片上傳至YouTube及其他社交網絡網站。肉桂粉大挑戰在網路上仍繼續流行，在2012年1月每天在推特上的提及數最高近七萬次。到目前為止，最多人集體進行肉桂粉大挑戰的紀錄，是在澳洲墨爾本皇家理工大學產生的，他們有64個人一個接一個地挑戰。

## 危害
這項舉動可以是很危險的，甚至能危害生命。因為人有可能被肉桂粉噎到，特別是在肉桂粉結塊並堵住氣道的時候。意外吸入肉桂粉可能會對肺部構成嚴重損害，導致發炎，繼而感染。此外，由於肉桂含有帶中度毒性的香豆素，因此歐洲各國衛生部有警告，呼籲市民不要大量進食肉桂。這個項目一般的結果為「在肉桂霧中的一陣咳嗽與窒息」，因此「有些人最後上氣不接下氣」。有時挑戰者可能被噎到，並從鼻中噴出肉桂粉。這樣一般會對鼻腔組織與鼻孔造成相當大的刺激、不適、灼熱以及痕癢。在YouTube上，因從鼻孔噴出肉桂而感到不適的人，都會沖洗鼻子，或是會猛擦鼻孔來減輕刺激感。肉桂粉大挑戰也有可能造成嘔吐。不過，風險可以更大：美國密歇根州的一名高中生，就在肉桂粉大挑戰後，受到感染並出現右肺陷落，因此需要住院四天。

## 流行文化
英國電視真人實境秀《老大哥》的第十二季中就有出現肉桂粉大挑戰，節目參與者要在不用水的情況下吞下肉桂粉。電台節目也有放送過肉桂粉大挑戰的片段。另外也有公眾人物在公開場合當眾挑戰肉桂粉，並受到媒體報導，例如NBA籃球員尼克·杨及。
不少人把他們的肉桂粉大挑戰影片上傳至YouTube。例如，美國女喜劇演員Colleen Ballinger為了增加其頻道的YouTube點閱率，以角色Miranda Sings的身份挑戰肉桂粉，《華爾街日報》表示「數以百計的愛好者要求她做這個......挑戰。......她的影片點閱率一周就達到七萬次」。而另一名美國女喜劇演員GloZell Green的肉桂粉大挑戰影片，在YouTube上的點閱率則已超過兩千萬。
探索頻道电视節目《流言終結者》在2012年第10季第9集“观众来信特辑”中就有測試，看看是否能在不喝水的情況下吞下一大湯匙肉桂粉。小組的三名成員皆有挑戰，凱莉·拜倫和格蘭·今原都失敗了，而托瑞·貝勒奇則把肉桂粉藏入臉頰內，同時等待口中唾液積聚，直到能吞下臉頰放出的小量肉桂粉為止，因此最終成功吞下口中的全部肉桂粉。然而，他所用的時間遠超過60秒。
肉桂粉大挑戰跟蘇打餅大挑戰類似。在蘇打餅大挑戰中，挑戰者需在不喝任何東西的情況下於60秒內吃下六塊蘇打餅。類似的挑戰還有一加侖牛奶大挑戰和香蕉雪碧大挑戰。